# 池田清弥
池田 清弥（いけだ きよやす）は、江戸時代中期の旗本。通称は左門。

## 略歴
寛延3年（1750年）、7000石の旗本・池田長興の四男として江戸にて誕生。母は河村氏。
明和7年（1770年）兄・長旧が死去したため、7月その末期養子として家督を相続。同年11月、10代将軍・徳川家治に拝謁する。安永5年（1777年）6月定火消となる。同年12月布衣を着するを許される。天明3年（1783年）12月辞任。寛政8年（1796年）11月、不行跡のため押込隠居となり出仕を停止される。家督は嫡男・長休が相続した。

## 系譜
- 父：池田長興（1712-1763）
- 母：河村氏
- 養父：池田長旧（1744-1770）
- 正室：米津田恒の娘
- 継室：牧野忠知の娘
  - 嫡男：池田長休（1783-?）